# 弗農鎮區 (明尼蘇達州道奇縣)
弗農鎮區（英語：Vernon Township）是位於美國明尼蘇達州道奇縣的一個行政鎮區。

## 地方資料
弗農鎮區的面積為93.47平方千米，當中陸地面積為93.42平方千米，而水域面積為0.05平方千米。根據2020年美國人口普查的數據，當地共有人口665人，而人口密度為每平方千米7.11人。